# Route nationale 336
Die Route nationale 336, kurz N 336 oder RN 336, war eine französische Nationalstraße, die 1933 in zwei Teilen zwischen Gamaches und Saint-Quentin festgelegt wurde. Unterbrochen war sie durch die N35 westlich von Amiens. Bei dem Abschnitt im Département Aisne handelt es sich um die 1813 festgelegte Départementstraße 1. 1949 übernahm die verlängerte N44 den Abschnitt zwischen Estrées-en-Chaussée und Saint-Quentin. 1973 wurde dieser Abschnitt, sowie der zwischen Amiens und Estrées-en-Chaussée in die zu ihrem neuen Endpunkt in La Capelle umgelegte N29 integriert. Ihr restlicher Abschnitt wurde 1973 deklassiert. Von 1978 bis 2006 erfolgte eine weitere Verwendung der Nummer für eine kurze Verbindungsstraße östlich von Dunkerque zwischen der N1 (ex N40) und N335 (1978 neu festgelegte Verbindung zwischen N1 und A16). Ein Teilabschnitt dieser neuen N336 war mal Teil der N16B. Heute trägt die Verbindungsstraße die Nummer D636.